# 10452 Zuev
10452 Zuev este un asteroid din centura principală de asteroizi.

## Descriere
10452 Zuev este un asteroid din centura principală de asteroizi. A fost descoperit pe 25 septembrie 1976 la Observatorul de Astrofizică din Crimeea de Nikolai Cernîh. El prezintă o orbită caracterizată de o semiaxă mare de 2,26 ua, o excentricitate de 0,21 și o înclinație de 5,4° în raport cu ecliptica.